# Rakata (Wisin & Yandel)
Rakata is een reggaetonnummer van het Puerto Ricaans vocaal duo Wisin & Yandel. Deze single was de eerste van Wisin & Yandel. De single is uitgegeven op 27 januari 2005 door Universal Latino and Mas Flow Inc. Het lied werd voor het eerst uitgegeven op de cd Mas Flow 2 en later op hun album Pa'l Mundo. Sinds de uitgave is Rakata een van de meest verkochte singles van 2005 en 2006.

## Muziekvideo
De muziekvideo is gemaakt door Marlon Peña en uitgegeven door Universal Music Group and Mas Flow Inc. eind 2005. De video laat het duo zien samen met een stel dansende vrouwen, midden in een publiek. Luny Tunes heeft een cameo in de video.

## Officiële versies
- Album Version — 2:55
- Remix — 3:33
- Hip Hop Remix — 3:24
- Tigerstyle Remix — 4:05
- Instrumental — 2:55
- Hip Hop Remix A capella — 3:21